# Spedizione in Lapponia

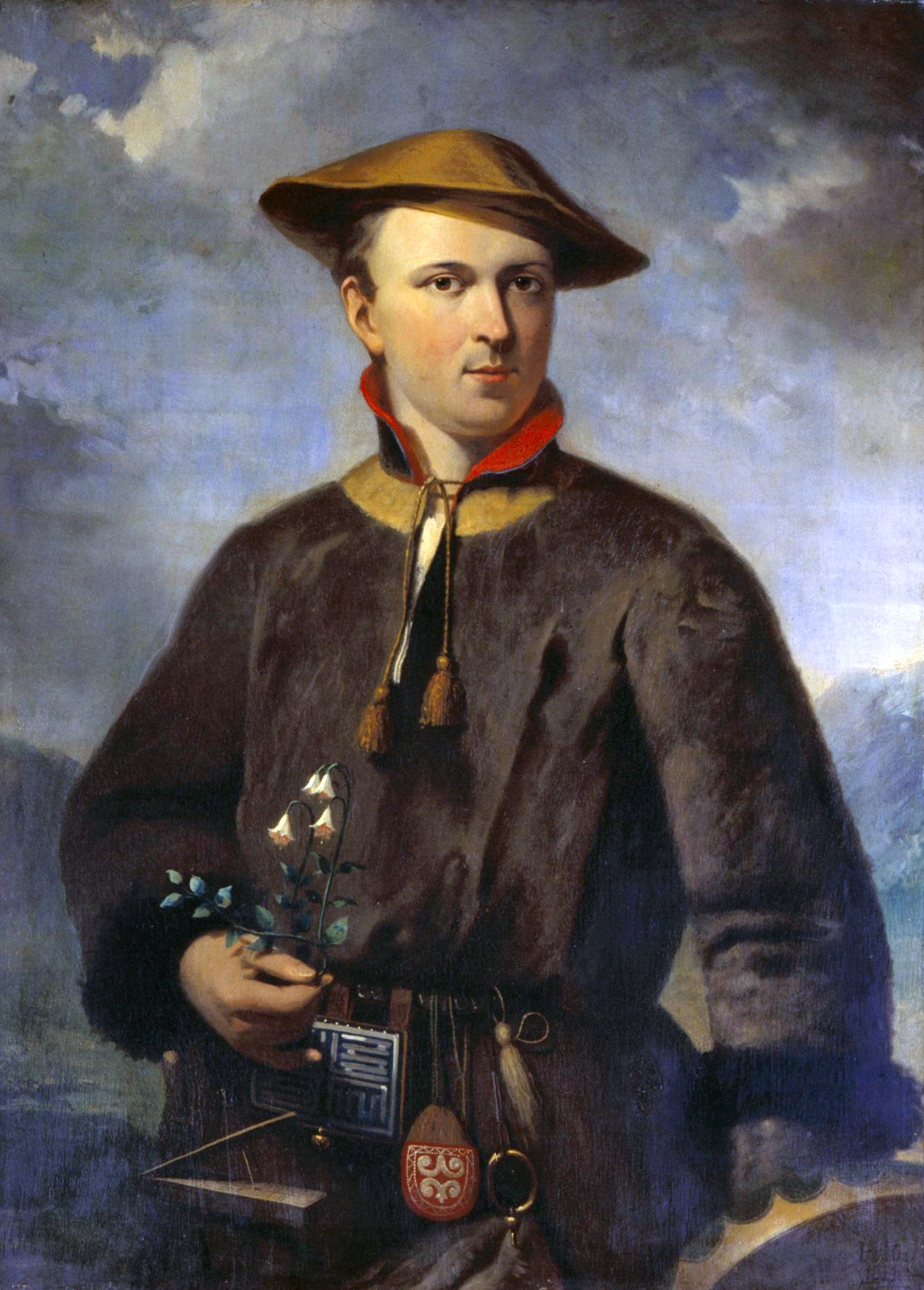
Carlo Linneo mentre indossa gli abiti tradizionali dei sami lapponi e tiene in mano una linnea

La spedizione in Lapponia di Carlo Linneo nel 1732 è stata un punto importante della sua carriera scientifica.
Linneo partì da Uppsala e viaggiò in senso orario attorno alle coste del golfo di Botnia per sei mesi, entrando nell'entroterra dalle località di Umeå, Luleå e Tornio. Le sue osservazioni divennero le basi del suo libro Flora Lapponica, prima opera in cui le sue idee sulla nomenclatura binomiale e sulla classificazione scientifica vennero usate nella pratica. Le considerazioni di Linneo sulla spedizione furono scritte su un diario e in seguito pubblicate in lingua inglese con il titolo di Lachesis Lapponica: A Tour in Lapland.

## Antefatti
Nell'aprile del 1732, a Linneo fu concesso un contributo economico dalla Regia società delle scienze di Uppsala per finanziare la sua spedizione. La sua non fu la prima: Olaus Rudbeck il Giovane, uno degli insegnanti di Linneo all'Università di Uppsala, partì per la Lapponia nel 1695, ma i risultati delle sue esplorazioni vennero persi in un incendio sette anni dopo. Linneo sperava di scoprire nuove specie vegetali e animali e possibilmente minerali preziosi. Era inoltre molto interessato alle tradizioni dei sami, nomadi allevatori di renne vaganti per le vaste tundre della Scandinavia.

## La spedizione

### Da Uppsala a Umeå
La spedizione di Linneo iniziò da Uppsala nel maggio del 1732. Viaggiò a piedi e a cavallo, portando con sé il suo diario, dei manoscritti botanici e ornitologici e dei fogli di carta per schiacciare le piante. Dopo 11 giorni arrivò a Umeå, passando per Gävle (dove trovò delle grandi quantità di Campanula serpyllifolia, successivamente chiamata Linnaea borealis, la sua pianta preferita). Scese alle volte dal suo cavallo per esaminare fiori e rocce e si interessò particolarmente ai muschi e ai licheni (i secondi sono parte importante della dieta della renna, animale molto comune in Lapponia).

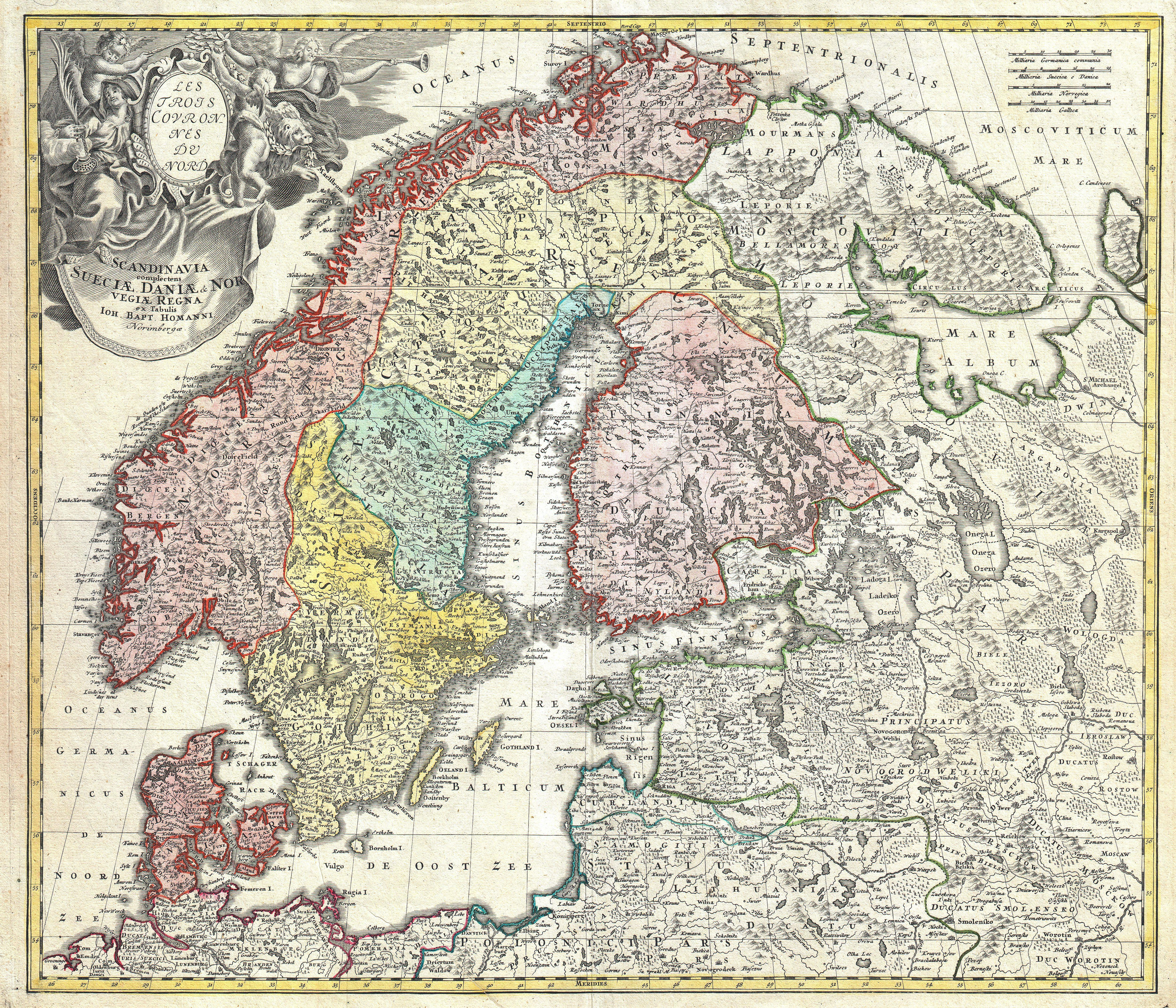
Mappa della Scandinavia di Johann Homann (stampata nel 1730 circa). La Lapponia è la zona centro-settentrionale di colore giallo chiaro

### Prima esplorazione dell'entroterra

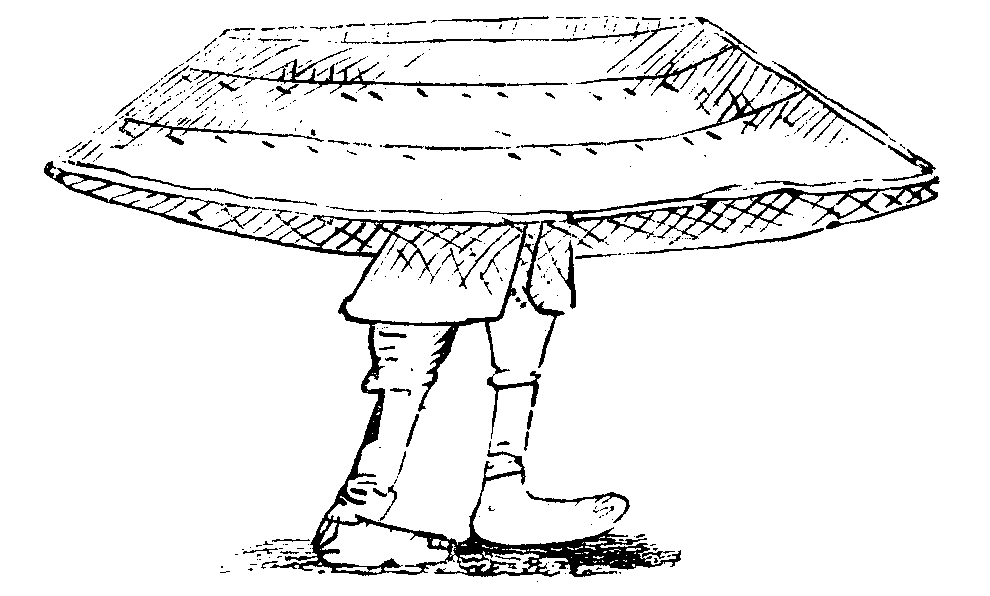
Un sami che trasporta la sua barca, illustrazione di Linneo

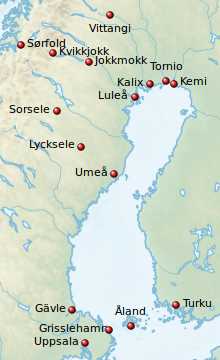
I luoghi chiave della spedizione di Linneo

Da Umeå Linneo partì per Lycksele, trovandosi molto più lontano dalla costa rispetto a quanto fosse mai stato prima, osservando nel frattempo i volatili acquatici del luogo. Dopo cinque giorni raggiunse la cittadina e ci restò con sua moglie ed il pastore. Tentò quindi di raggiungere Sorsele ma dovette deviare per un luogo dal nome di Lycksmyran (in italiano "palude fortunata") a causa di condizioni meteorologiche sfavorevoli. Nei primi di giugno tornò ad Umeå dopo aver appreso più accuratamente le tradizioni sami del luogo.

### Da Umeå a Luleå e la seconda esplorazione
Dopo aver raggiunto Umeå, Linneo proseguì verso nord lungo le coste del golfo di Botnia, passando per Skellefteå, Piteå e Luleå, dove una donna sami gli donò un berretto. Da Luleå si diresse di nuovo verso l'entroterra seguendo il fiume Lule passando per Jokkmokk e Kvikkjokk, attraversando le Alpi scandinave ed il confine con la Norvegia, arrivando infine a Sørfold. Dopo una breve visita a Rörstadt tornò a Luleå lungo lo stesso percorso di circa trecento chilometri.

### Da Luleå a Tornio, la terza esplorazione e il ritorno a Uppsala
Linneo continuò il suo viaggio lungo la costa giungendo a Tornio (Torneå in svedese), luogo dal quale si diresse per l'ultima volta verso l'entroterra fino a Vittangi, percorrendo il fiume Torne. Trascorse del tempo nella zona intorno a Tornio, apprendendo delle nozioni di metallurgia. A metà settembre iniziò il viaggio di ritorno: passò per Kemi e seguì la costa finlandese fino a Turku (Åbo in svedese), salpò per le Isole Åland, tornò in Svezia a Grisslehamn e arrivò al luogo di partenza, Uppsala.

## Risultati
Linneo osservò e portò con sé molti uccelli, piante e rocce. Sebbene la Lapponia fosse una regione dalla scarsa biodiversità, Linneo descrisse circa un centinaio di specie vegetali sconosciute. Le sue scoperte divennero le basi del suo libro Flora Lapponica.

### Annotazioni
1. ↑  Per un'immagine integrale degli abiti e del tamburo, vedi questa immagine. Riguardo ai tamburi dei sami e alla loro religione, Blunt (2001, pp. 45 e 54) scrive di due aneddoti sulla spedizione di Linneo in Lapponia: lo scienziato mostrò a un indigeno i suoi dettagliati disegni della fauna selvatica. L'uomo "dopo averli visti si allarmò, si tolse il cappello, si inchinò e rimase con il capo chino e una mano sul petto in venerazione, sussurrando e tremando come se stesse per svenire". Ciò successe perché "l'uomo pensò che i disegni fossero magici come quelli sui loro tamburi, e che Linneo fosse un mago". In un'altra occasione, Linneo apprese che "quando un sami rifiutava di consegnare oggetti della sua religione come il suo tamburo ai missionari, gli sarebbe stata sottratta la pelliccia e sarebbe stato trattenuto a terra con l'arteria principale del suo braccio recisa. Il nativo sarebbe stato poi lasciato a sanguinare fino a quando non avesse promesso di sottomettersi. Questa procedura, sostenne Linneo, si tramutava spesso in un successo."
2. ↑  Nel 1809 la Lapponia era divisa tra la Svezia e il Granducato di Finlandia. La regione tradizionalmente abitata dai sami si estende dalla Norvegia alla Russia.

### Fonti
1. ↑  Frodin, 2001, p. 27.
2. ↑  Anderson, 1997, pp. 42-43.
3. ↑  Blunt, 2001, p. 38.
4. 1 2  Blunt, 2001, pp. 42-43.
5. ↑  Anderson, 1997, pp. 43-44.
6. ↑  Anderson, 1997, p. 46.
7. ↑  Blunt, 2001, pp. 47-51.
8. ↑  Blunt, 2001, pp. 45-47.
9. ↑  Anderson, 1997, pp. 50-51.
10. ↑  Blunt, 2001, pp. 55-56.
11. ↑  Blunt, 2001, pp. 64-65.
12. ↑  Blunt, 2001, pp. 63-65.
13. ↑  Blunt, 2001, pp. 39-42.
14. ↑  Broberg, 2006, p. 29.
15. ↑  (EN) Linnaeus the Name Giver, su nationalgeographic.com,  p. 2. URL consultato il 7 giugno 2019 (archiviato dall'url originale il 7 febbraio 2017).
16. ↑  Stöver, 1794, pp. 38-39.